# Farní sbor Českobratrské církve evangelické ve Vítkově
Farní sbor Českobratrské církve evangelické ve Vítkově je sborem Českobratrské církve evangelické ve Vítkově. Sbor spadá pod Moravskoslezský seniorát.
Sbor byl založen roku 1950.
Farářem sboru je Pavel Janošík.

## Faráři sboru
- Jaromír Sečkař (1967–1989)
- Rostislav Chlubna (1999–2000)
- Pavel Janošík (2025-)